# داغ سرخ
داغ سرخ (به انگلیسی: Red Heat) یک فیلم کمدی اکشن پلیس رفیق آمریکایی محصول سال ۱۹۸۸ به کارگردانی، نویسندگی و تهیه‌کنندگی مشترک والتر هیل با بازی آرنولد شوارتزنگر در نقش ایوان دانکو، پلیس شوروی و جیم بلوشی در نقش کارآگاه پلیس شیکاگو، آرت ریدزیک است. دانکو و ریدزیک که خود را در یک پرونده می‌بینند، به عنوان شریک برای دستگیری یک سلطان مواد مخدر حیله‌گر و مرگبار گرجستانی، ویکتور روستاویلی (اد اوراس)، که شریک قبلی دانکو را کشت، کار می‌کنند. بیشتر صحنه‌هایی که در اتحاد جماهیر شوروی اتفاق می‌افتد در واقع در مجارستان فیلمبرداری شده‌اند. شوارتزنگر برای بازی در این فیلم ۸ میلیون دلار دستمزد دریافت کرد.

## داستان
پلیس روسی، «ایوان دنکو» (شوارتزنگر) و افسر نه چندان مقرراتی ادارهٔ پلیس شیکاگو، «آرت ریدزیک» (بلوشی)، با کمک هم به مقابله با قاچاقچیان بین‌المللی مواد مخدر می‌پردازند.

## بازیگران
- آرنولد شوارتزنگر در نقش کاپیتان ایوان دانکو
- جیم بلوشی
- اد اوراس
- پیتر بویل
- جینا جرشون
- لارنس فیشبرن
- ریچارد برایت
- جی. دابلیو. اسمیت
- برنت جنینگز
- اسون-اوله تورسن
- گرتچن پالمر
- پروییت تیلور وینس
- مایک هاگرتی
- بریون جیمز
- پیتر جیسون
- اولگ ویدوف
- ساولی کراماروف